# Andol

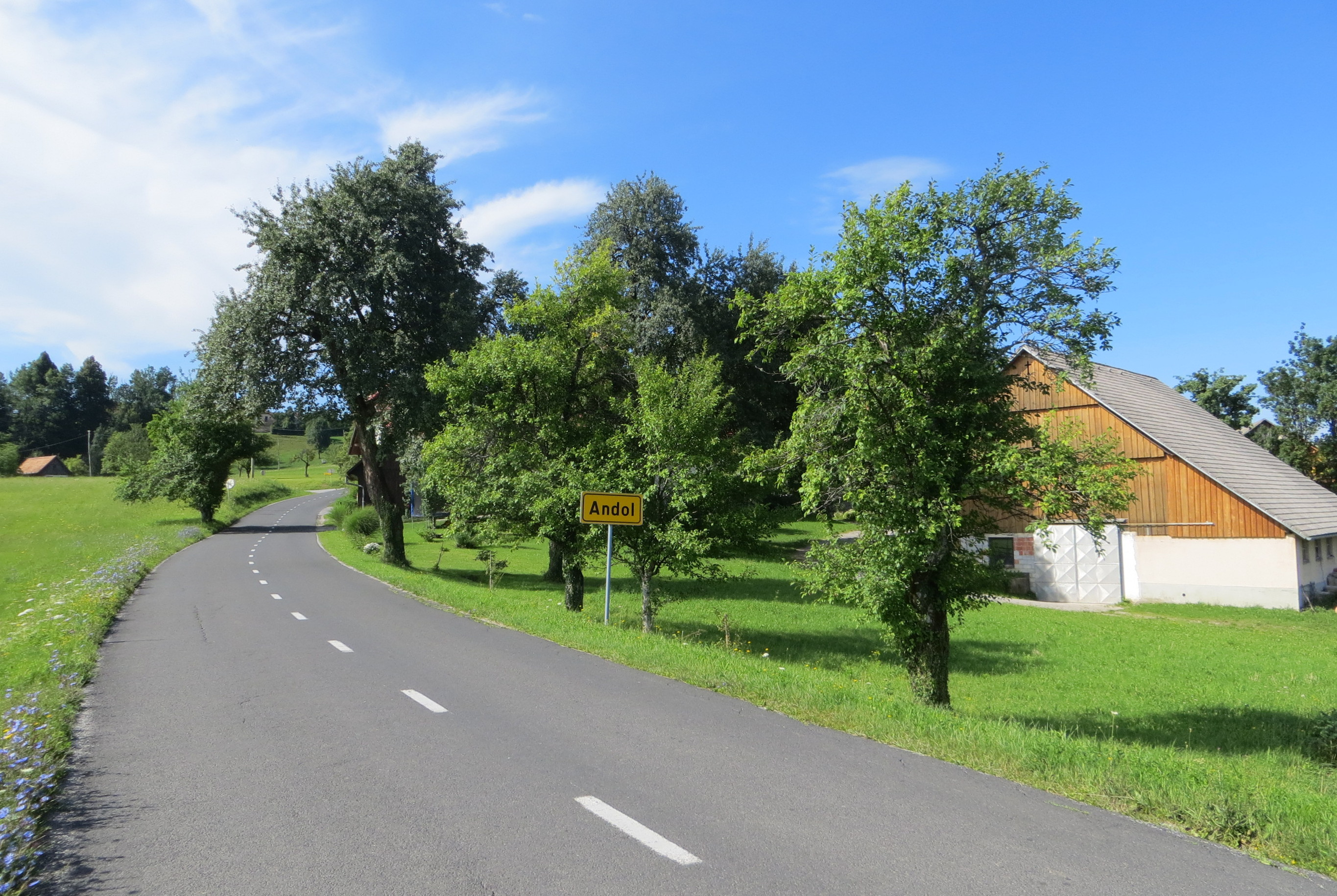
Ortsschild von Andol in Slowenien

Andol ist eine kleine Siedlung auf den Hügeln nördlich von Sodražica im Süden Sloweniens, die zur Gemeinde Ribnica gehört. Das Gebiet ist Teil der früheren Region Unterkrain und gehört heute zur statistischen Region Jugovzhodna Slovenija.